# Vexillum intermedium
Vexillum (Vexillum) intermedium, tên tiếng Anh: intermediate mitre, là một loài ốc biển nhỏ, là động vật thân mềm chân bụng sống ở biển trong họ Costellariidae.

## Phân bố
Chúng phân bố ở Biển Đỏ, ở Ấn Độ Dương dọc theo Madagascar và ở Thái Bình Dương Ocean dọc theo Queensland, Australia.